# Сачивко, Александр Владимирович
Алекса́ндр Влади́мирович Сачи́вко (по другим данным — Викторович; бел. Аляксандр Уладзіміравіч Сачыўка; род. 5 января 1986, Минск) — белорусский футболист, защитник. Выступал в национальной сборной Беларуси.

## Клубная карьера
Воспитанник школы минского «Торпедо», выступал потом за дубль минских «Динамо» и «Дариды».
В 2005 стал игроком минской «Смены» (в 2006 преобразован в ФК «Минск»), где сразу стал одним из основных защитников, и на протяжении 10 сезонов являлся оплотом защиты минчан. Долгое время являлся вице-капитаном команды. В январе 2014 года продлил контракт с клубом. В сезоне 2014 стал капитаном команды после ухода Андрея Разина. В мае 2014 некоторое время использовался как опорный полузащитник, в июне 2014 не играл из-за травмы, но позже вернулся на привычное место центрального защитника. В январе 2015 года в очередной раз продлил контракт с «Минском». В конце 2016 по истечении сроков контракта покинул клуб.
30 декабря 2016 подписал соглашение с минским «Динамо». В составе динамовцев стал основным центральных защитником. В декабре 2017 года продлил контракт с клубом. В сезоне 2018 стал реже появляться на поле.
В августе 2018 года перешёл в солигорский «Шахтёр». Вскоре закрепился в стартовом составе команды. В ноябре 2019 года продлил контракт до конца сезона 2021.
В апреле 2022 года вернулся в минское «Динамо». Первый матч за клуб сыграл 28 мая 2022 года против жодинского «Торпедо-БелАЗ». В июле 2022 года вместе с клубом отправился на квалификационные матчи Лиги конференций УЕФА. В ответной встрече первого квалификационного раунда 14 июля 2022 года против черногорского «Дечича» забил свой первый гол. Свой первый гол в Высшей Лиге забил 19 октября 2022 года в матче против «Слуцка».
В декабре 2022 года минский клуб продлил контракт с футболистом.

## Карьера в сборной
Выступал за молодёжную сборную Беларуси на молодёжном Чемпионате Европы 2009 в Швеции.
11 октября 2015 впервые получил вызов в национальную сборную Беларуси. Свой первый матч сыграл 1 июня 2017 против Швейцарии (0:1).

## Достижения
«Динамо» Минск
- Чемпион Беларуси (2): 2023, 2024

## Статистика
| Сезон    | Дивизион | Клуб               | Страна                    | Матчи | Голы |
| -------- | -------- | ------------------ | ------------------------- | ----- | ---- |
| 2003     | дубль    | Динамо (Минск)     | Флаг Беларуси (1995—2012) | 30    | 0    |
| 2004     | дубль    | Дарида             | Флаг Беларуси (1995—2012) | 28    | 4    |
| 2005     | Д2       | Смена              | Флаг Беларуси (1995—2012) | 28    | 1    |
| 2006     | Д2       | Минск              | Флаг Беларуси (1995—2012) | 25    | 2    |
| 2007     | Д1       | Минск              | Флаг Беларуси (1995—2012) | 20    | 0    |
| 2008     | Д2       | Минск              | Флаг Беларуси (1995—2012) | 21    | 3    |
| 2009     | Д1       | Минск              | Флаг Беларуси (1995—2012) | 25    | 0    |
| 2010     | Д1       | Минск              | Флаг Беларуси (1995—2012) | 25    | 1    |
| 2011     | Д1       | Минск              | Флаг Беларуси (1995—2012) | 26    | 0    |
| 2012     | Д1       | Минск              | Флаг Беларуси             | 26    | 3    |
| 2013     | Д1       | Минск              | Флаг Беларуси             | 26    | 3    |
| 2014     | Д1       | Минск              | Флаг Беларуси             | 26    | 0    |
| 2015     | Д1       | Минск              | Флаг Беларуси             | 22    | 0    |
| 2016     | Д1       | Минск              | Флаг Беларуси             | 28    | 6    |
| 2017     | Д1       | Динамо (Минск)     | Флаг Беларуси             | 25    | 3    |
| 2018 (1) | Д1       | Динамо (Минск)     | Флаг Беларуси             | 7     | 0    |
| 2018 (2) | Д1       | Шахтёр (Солигорск) | Флаг Беларуси             | 10    | 0    |
| 2019     | Д1       | Шахтёр (Солигорск) | Флаг Беларуси             | 25    | 2    |
| 2020     | Д1       | Шахтёр (Солигорск) | Флаг Беларуси             | 24    | 0    |
| 2021     | Д1       | Шахтёр (Солигорск) | Флаг Беларуси             | 19    | 3    |